# Herren von Graben
Gli Herren von Graben, noti anche come vom Graben, Grabner, ab dem Graben, von dem Graben, von Graben von (zum) Stein, Graben zu Kornberg, Grabner zu Rosenburg, sono stati un'antica famiglia dell'aristocrazia austriaca.

## Storia

### Le origini
Originaria della Carniola, era un ramo cadetto della dinastia dei Gorizia (Mainardini). Un'ulteriore fonte menziona una discendenza maschile della Casa degli Orsini (Boboni) in connessione con una discendenza femminile dalla famiglia Meinhardiner. 
I signori di Graben ebbero origine in Carniola: il cavaliere Corrado di Graben è citato nel 1070 quale proprietario dell'antico castello di Graben. La stirpe ininterrotta inizia con Corrado I di Graben (Konrad I. von Graben) († 1307), consigliere della Stiria.

### Sviluppo

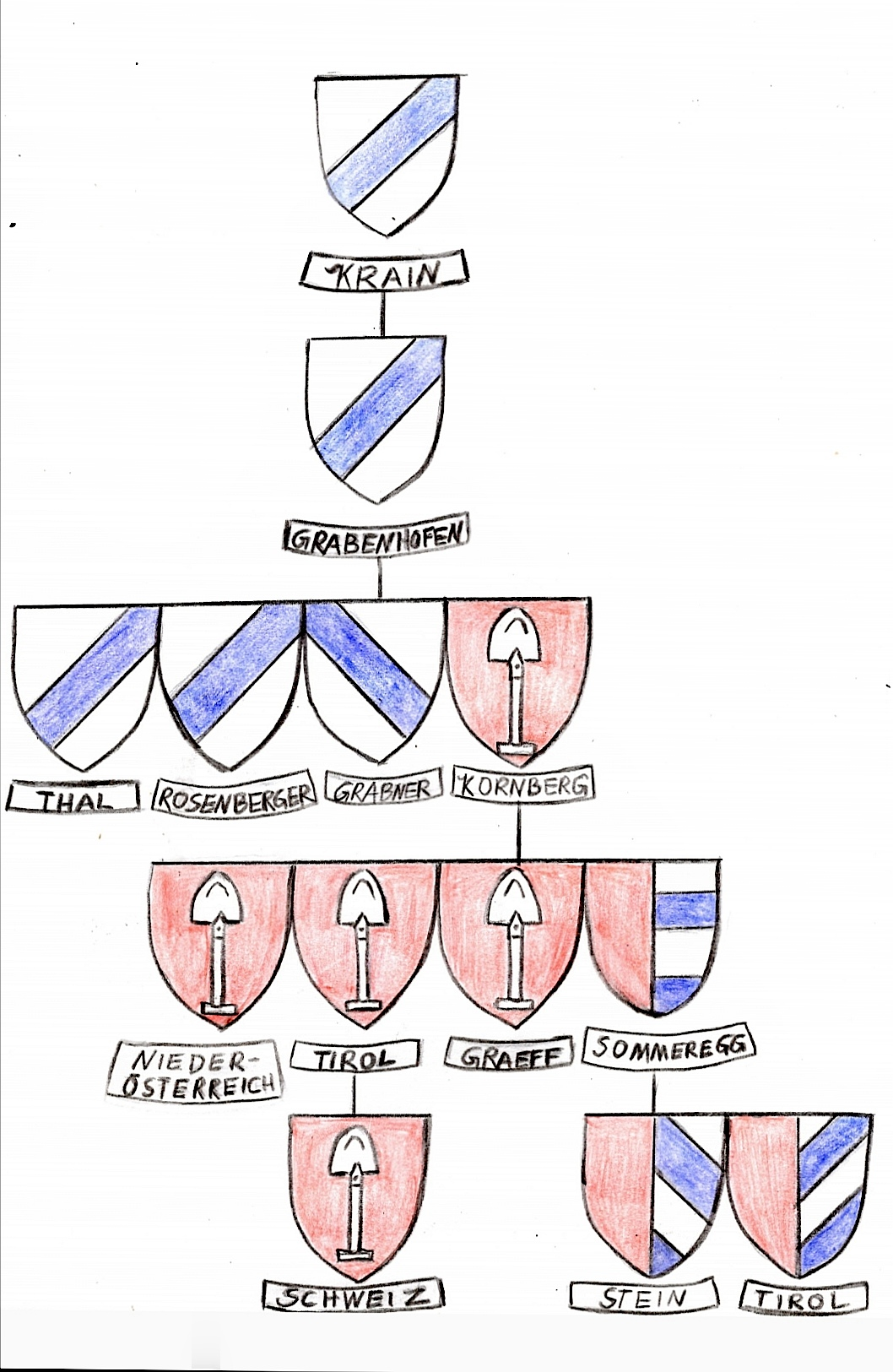
Albero genealogico araldico dei Graben e dei loro discendenti

Dal XIV secolo in poi i Von Graben si divisero in varie linee.  I loro nomi variavano con Von Graben, Vom Graben, Grabner, Grabner zu Rosenburg, Von dem Graben, Ab dem Graben, Von Thal, De Valle, Von Graben zu Kornberg, Von Graben von Stein, Von Graben zum Stein. Numerosi sono i membri della famiglia che nel corso dei secoli hanno raggiunto incarichi di rilievo come politici, consiglieri, funzionari pubblici, militari e diplomatici.
Un elenco dettagliato delle linee e delle filiali:
1. (Principale) Conti di Gorizia, Meinhardin
  1. Linee Am Graben (Carniola), prima del 1170-XIII secolo
    1. Linee Am Graben, Grabenhofen (Graz, Stiria), prima del 1259-1468
      1. Filiale a Thal, inizi del XIV secolo-dopo il 1341
      2. Linee di Rosenberger (poi Casa Orsini-Rosenberg), dopo il 1322
      3. Linee Grabner zu Rosenburg (Seconda linee nella Bassa Austria), prima del 1314-metà del XVII secolo
      4. Linee Kornberg (Stiria), prima del 1325-1564
        1. Prima linee nella Bassa Austria, 1324-1421
        2. Prima filiale tirolese, seconda metà del XV secolo-dopo il 1519
          1. Filiale svizzera, sconosciuta

        3. Famiglia Graeff / De Graeff (Paesi Bassi), intorno al 1484
        4. Linee Sommeregg (Carinzia), prima del 1436-inizi XVII secolo
          1. Linee Am Stein (Carinzia), 1500-1664 in linea maschile
          2. Seconda linee tirolese, inizi del XVI secolo-1776/81

### Linee della famiglia Von Graben

#### Linee Am Graben, Grabenhofen (Graz, Stiria)
La famiglia dei signori di Graben della linee di Graz, menzionata per la prima volta a metà del XIII secolo, venne menzionata per la prima volta il 19 gennaio 1259 con i fratelli Corrado I di Graben (come Chunradt de Valle) († 1307) e Walther vom Graben (Walter). Erano cittadini della città di Graz, ma di status cavalleresco (milites). Corrado venne menzionato per la prima volta nel 1268 con il nome von dem Graben. Egli (Chunrad de Valle) sigillò Graz il 23 maggio 1289 con la trave inclinata a sinistra. La famiglia aveva diverse grafie, ad esempio Walter è chiamato solo de Valle nei documenti latini, e solo Grabner in quelli tedeschi, ma mai Thal o Graben. Questi nomi sono considerati sinonimi e venivano indossati, usati e attribuiti alternativamente dalla famiglia. La linea tracciata da Corrado I dal Graben è chiamata linea Konradin sul Graben. La famiglia stato nominato a Graz in Stiria e dintorni e sigillato con la barra diagonale sinistra. La linea dei Signori di Graben am Graben si estinse in linea maschile dopo il 1468 con la morte di Reinprecht IV di Graben (il Giovane). La tenuta e il castello di Alt-Grabenhofen passarono ai signori di Graben della linea Kornberg. Oggigiorno, oltre al Grabenvorstadt, il Graben, anche la Grabenstrasse a Graz ricorda i signori locali di Graben. Dalla linea Am Graben venire da le linee Rosenberger (Orsini-Rosenberg), Thaler, Kornberger e Grabner nella Bassa Austria.

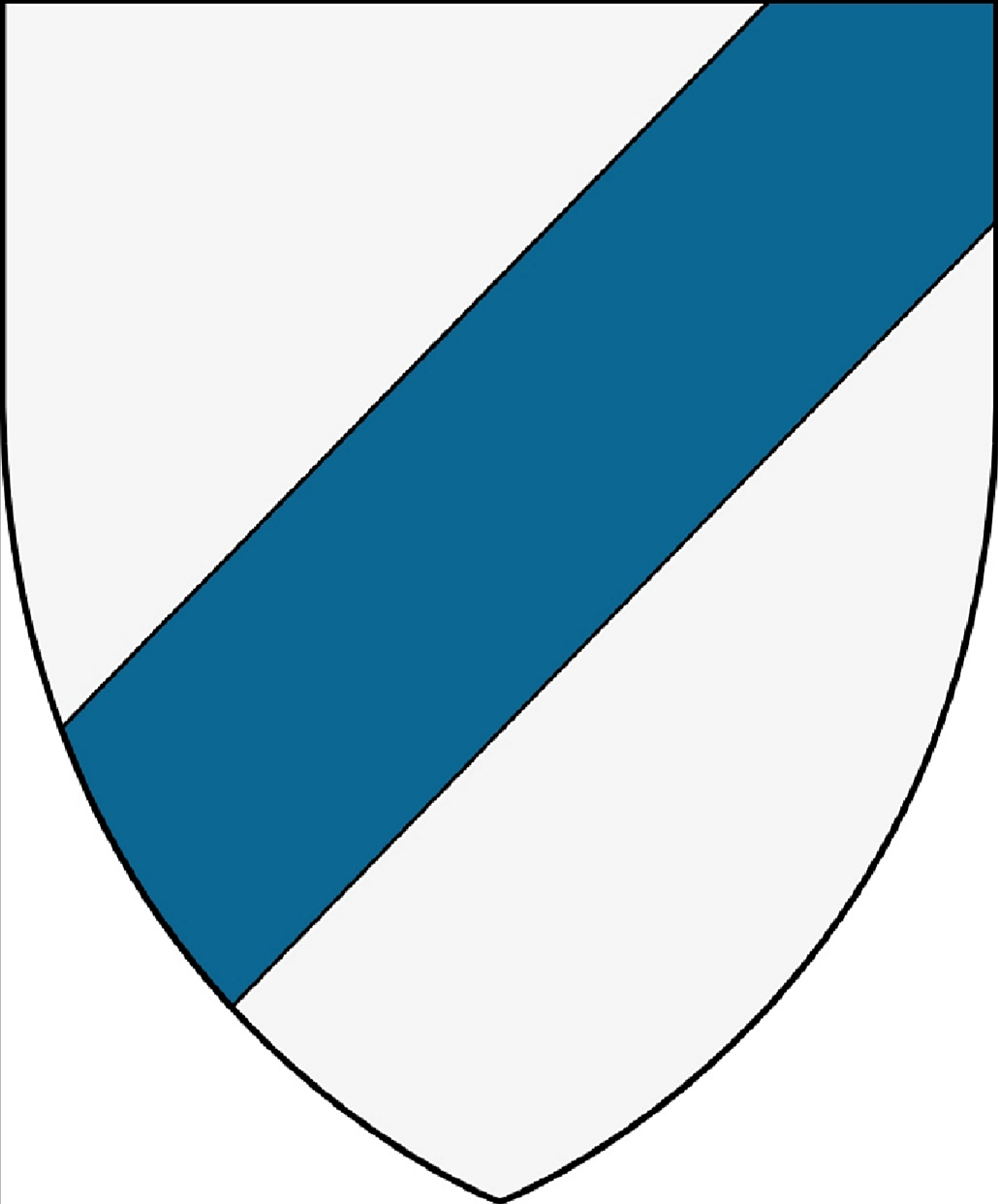
Il più antico stemma di famiglia con la barra diagonale sinistra
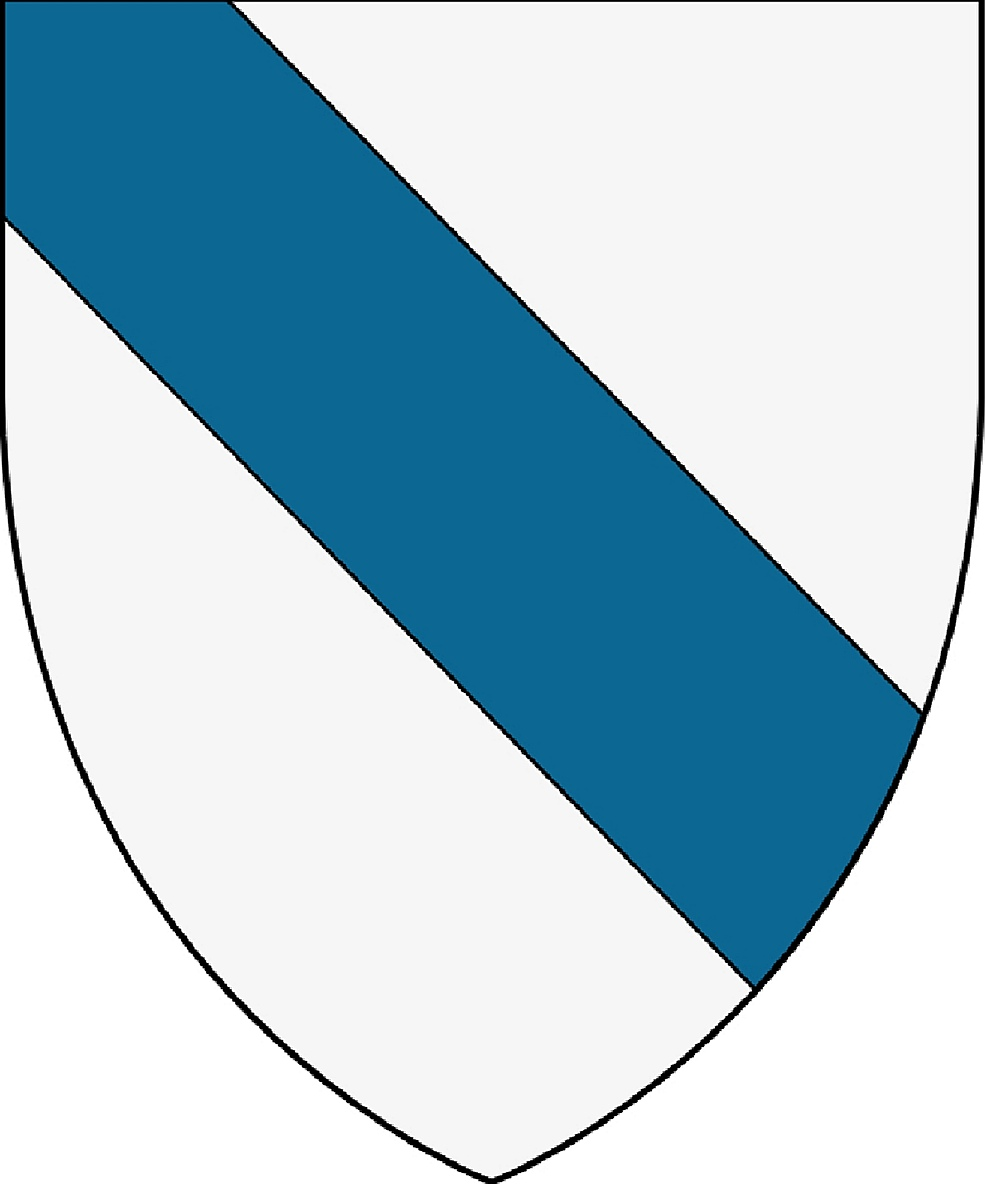
Stemma di famiglia con la variante a barra diagonale destra

#### Linee di Rosenberger, Orsini-Rosenberg
La famiglia Orsini-Rosenberg è un ramo cadetto degli di Graben, iniziato con Corrado II di Graben († prima 1356), figlio di Corrado I, signore di Graben, Alt-Grabenhofen e Rosenberg presso Graz. Konrad ab dem Rosenberg e i suoi discendenti, i Rosenberger o Rosenberger von Rosenberg, continuarono lo stemma con barra diagonale a sinistra e successivamente adottarono uno stemma a rosa. I Rosenberger sigillarono l'ultima volta con la barra diagonale sinistra attraverso Rudlein Rosenberger il 6 maggio 1383. Il 7 gennaio 1401 Wulfing Rosenberger fu il primo a suggellare con il nuovo stemma di famiglia, una rosa caduta a cinque petali. A causa della vicinanza della sede centrale e dello stemma identico con la rosa, utilizzato per la prima volta da Wulfing Rosenberger nel 1401, è probabile che anche i successivi conti e principi di Trauttmansdorff discendano dai Rosenberger-Graben.
I Rosenberg non erano ricchi cavalieri e rimasero basati intorno ai Rosenberg fino al XVI secolo. Il loro discendente Johann Andreas von Rosenberg (1600–1667) fu l'effettivo fondatore della famiglia Orsini-Rosenberg. Fu un importante nobile cattolico, burgravio di Klagenfurt, e fu elevato a barone “Rosenberger von Rosenberg, Freiherr auf Lerchenau” nel 1633 e a conte nel 1648. I suoi discendenti ricevettero lo status ereditario di conte imperiale nel 1681 e lo status di principe imperiale in primogenitura nel 1790.

#### Linee di Grabner zu Rosenburg (Bassa Austria)

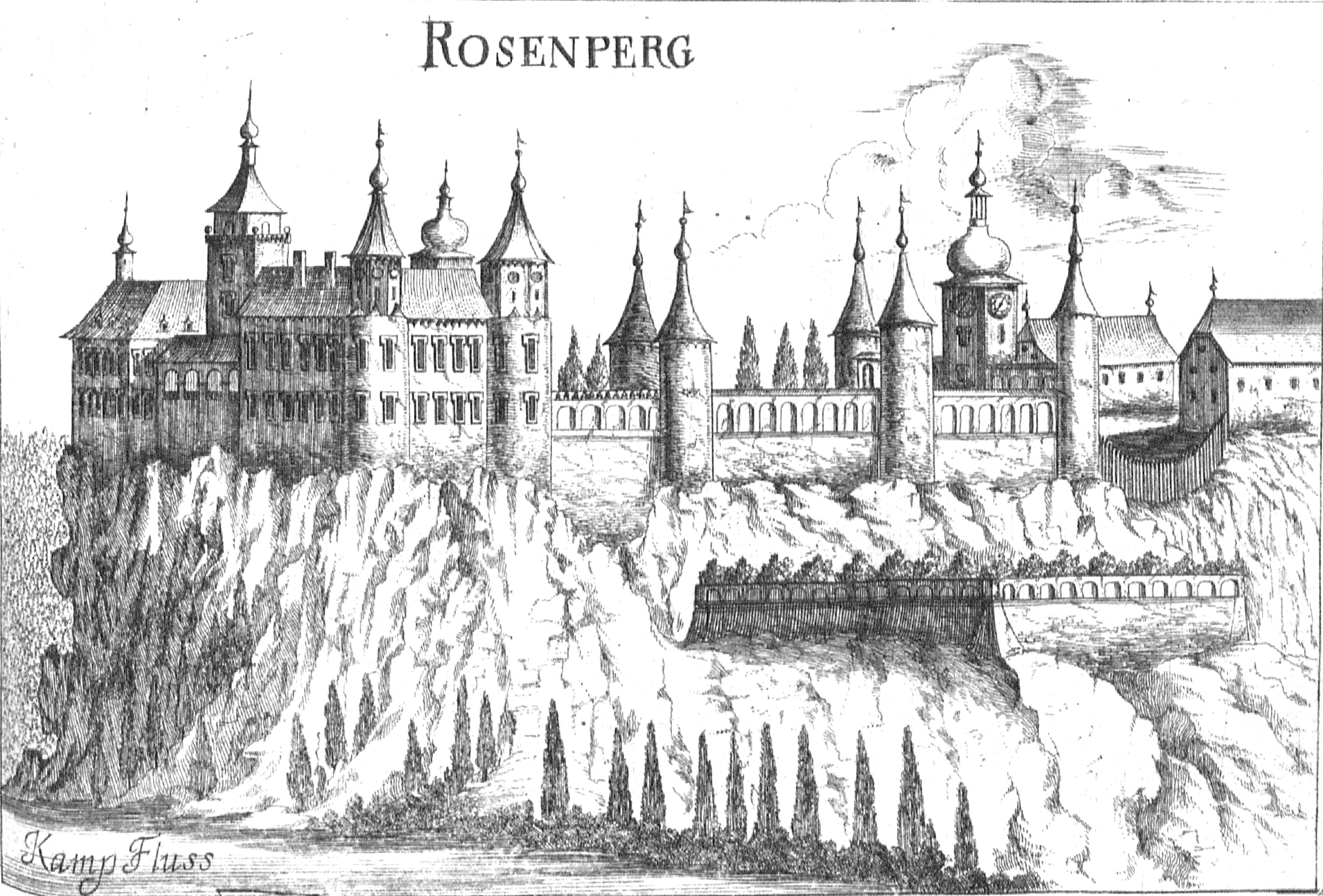
Castello di Rosenburg, incisione su rame di Georg Matthäus Vischer, 1672

I Grabner, Grabner zu (von) Rosenburg che erano della stessa tribù dei Graben della Prima Linea della Bassa Austria, avevano le loro origini da Otto Grabner, figlio di Corrado II di Graben [Grabner] della linea Am Graben a Graz [Konradinische Line der Herren vom Graben Am Graben e al castello Alt-Grabenhofen a Graz in Stiria e dintorni]. I Grabner zu Rosenburg possedevano possedimenti feudali sia nella Bassa Austria (tra cui Rosenburg nel 1487, Pottenbrunn, Obersiebenbrunn, Zagging, Judenau, Schlickendorf, Zellerndorf) che in Moravia (Joslowitz). Nel corso del XVI e dell'inizio del XVII secolo, i Grabner furono tra le famiglie più ricche e rispettate dell'Austria, e tra le principali famiglie nobili protestanti del paese.
Nel 1608 due membri Grabner - Sebastian II Grabner zu Rosenburg e suo figlio Johann Leopold Grabner zu Rosenburg - furono tra i firmatari della Lega Horner (Horner Bund) 
, l'associazione degli stati protestanti della Bassa Austria, Moravia e Alta Austria. A causa di dispute religiose, il figlio minore di Sebastian II Grabner, Friedrich Christoph Grabner zu Rosenburg, emigrò nel 1618 o 1619 a Ratisbona e poi in Franconia. Con la sua morte senza figli, la stirpe dei Grabner si estinse a metà del secolo. I possedimenti della famiglia Grabner erano già stati confiscati (Pottenbrunn) oppure dovevano essere venduti, come nel caso di Rosenburg (1604), Judenau, Schlickendorf e Joslowitz tra gli altri.
Membri importanti di questa linea
- Christoph Grabner zu Rosenburg (menzionato nel 1487-1515), membro del Parlamento, membro del cavalierato, signore di Rosenburg, Zagging e Pottenbrunn
- Sebastian I Grabner zu Rosenburg († 1535), uno dei primi protestanti austriaci, membro del Parlamento Imperiale del Sacro Romano Impero, Signore di Rosenburg, Zagging e Pottenbrunn
- Georg Grabner zu Rosenburg (* 1510; † 1562), uno dei primi protestanti austriaci, membro del Parlamento, membro del cavalierat, signore di Rosenburg, Zagging e Pottenbrunn.
- Leopold Grabner zu Rosenburg (1528–1583), principale protestante austriaco, membro del Parlamento, membro del cavalierato, signore di Rosenburg e Pottenbrunn
- Sebastian II Grabner zu Rosenburg († 1610), principale protestante austriaco, membro del Parlamento, membro del cavalierato, signore di Rosenburg e Pottenbrunn

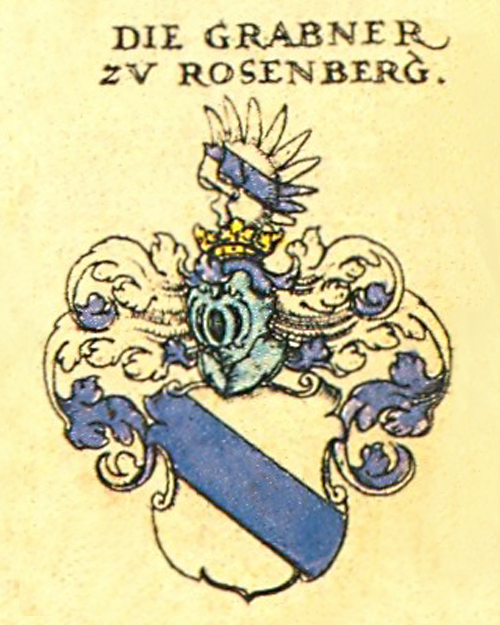
Stemma
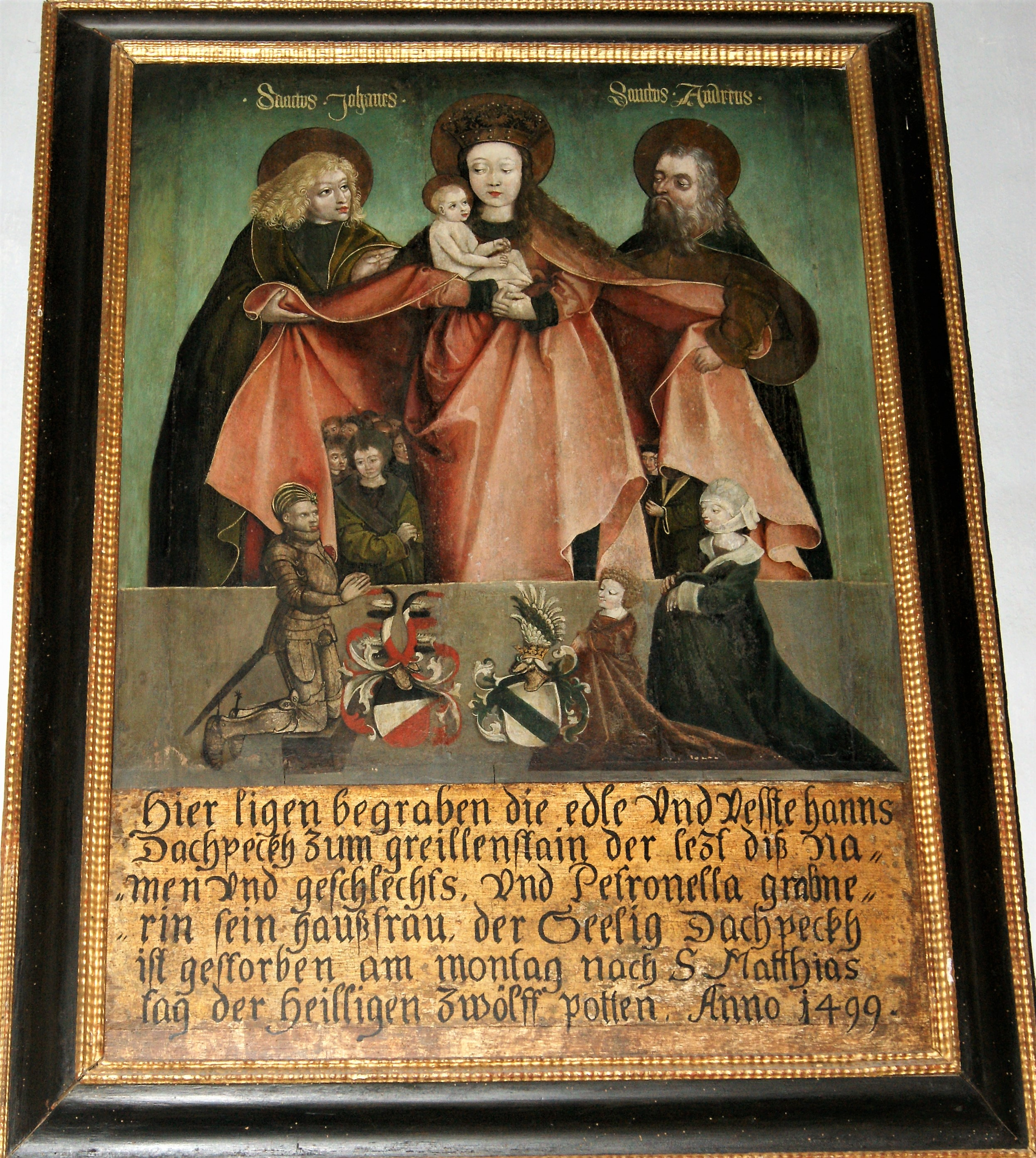
Epitaffio di Hans von Dachpeck zu Greillenstein († 1499) e Petronelle Grabner zu Judenau

#### Linee di Kornberg (Stiria)
Il capostipite della linea Kornberg dei Signori di Graben (chiamati anche Grabner) è Ulrico I di Graben († prima del 1325), dei cui genitori non si sa nulla e che non ebbe alcuna eredità paterna. Tuttavia viene considerato il fratello minore dei nobili di Graz Corrado I di Graben e Walther vom Graben della linea Am Graben. Nel 1328 a seguito dell'acquisto da parte della famiglia del feudo di Kornberg. La linea Kornberg fu l'unica dei Von Graben stiriani ad avere uno stemma diverso. La grande espansione di Von Graben nel corso del XIV secolo, anche sotto diverse varianti di nome, portò con sé diverse modifiche allo stemma della famiglia Graben. Lo stemma originale con la barra sinistra diagonale blu su argento subì una modifica nella linea Kornberg in uno stemma parlante con una vanga d'argento (verticale) su campo rosso. La linea Kornberg era probabilmente la più importante dei signori di Graben, insieme alla linea Sommeregger in Carinzia e alla linea Grabner della Bassa Austria presso il castello di Rosenburg. Dalla linea Kornberg uscirono diversi importanti consiglieri e politici imperiali come Federico II, Ulrico III e Wolfgang di Graben. Vecchie fonti danno come Wolfgang († 1521) antenati della famiglia De Graeff. Gli ultimi membri della linea Kornberg furono il protestante Andrä von Graben (fino al 1556) e sua sorella Anna von Graben (fino al 1564), attraverso i quali la tenuta Graben con le importanti glorie di Kornberg, Obermarburg, il castello di Marburg e Oberradkersburg ma anche beni come poiché Grabenhofen e il suo stemma furono ereditati dai Signori di Stadl (1708 Conti Imperiali di Stadel-Kornberg).
Membri importanti di questa linea
- Ulrich I von Graben († prima 1325), burgravio di Gleichenberg
- Otto I von Graben († prima 1360), burgravio di Gleichenberg, signore di Kornberg
- Ulrich II von Graben (~ 1300 - ~ 1361), burgravio di Hohenwang, Gleichenberg e Rothenfels, Hohenwang, signore di Kornberg e Graben
- Friedrich I von Graben († prima 1406), burgravio di Gleichenberg, signore di Graben, Alt-Grabenhofen e Kornberg
- Friedrich II von Graben († prima 1463), burgravio e signore di Riegersburg, signore di Alt-Grabenhofen, Marburg (Maribor) e Kornberg, consigliere imperiale, diplomatico austriaco
- Ulrich III von Graben († 1486), burgravio di Graz e Marburg, signore di Kornberg e Marburg, governatore di Stiria, consigliere imperiale
- Reinprecht V von Graben (menzionato tra il 1456 e il 1494), alto ufficiale militare e ciambellano degli Asburgo in Tirolo e Bassa Austria
- Wolfgang von Graben († 1521), burgravio di Saldenhofen, signore di Graben, Alt-Grabenhofen, Marburg e Kornberg, amministrazione imperiale e militare
- Andree von Graben († 1521), burgravio di Saldenhofen, signore di Graben, Marburg e Kornberg, governatore di Slovenj Gradec
- Andrä von Graben († 1556), governatore di Slovenj Gradec, signore di Alt-Grabenbhofen, Marburg e Kornberg

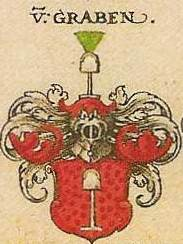
Stemma Von Graben zu Kornberg
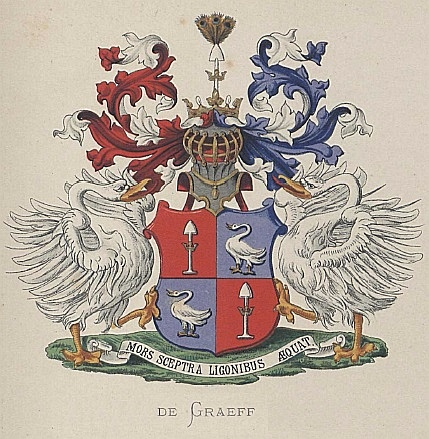
Stemma De Graeff
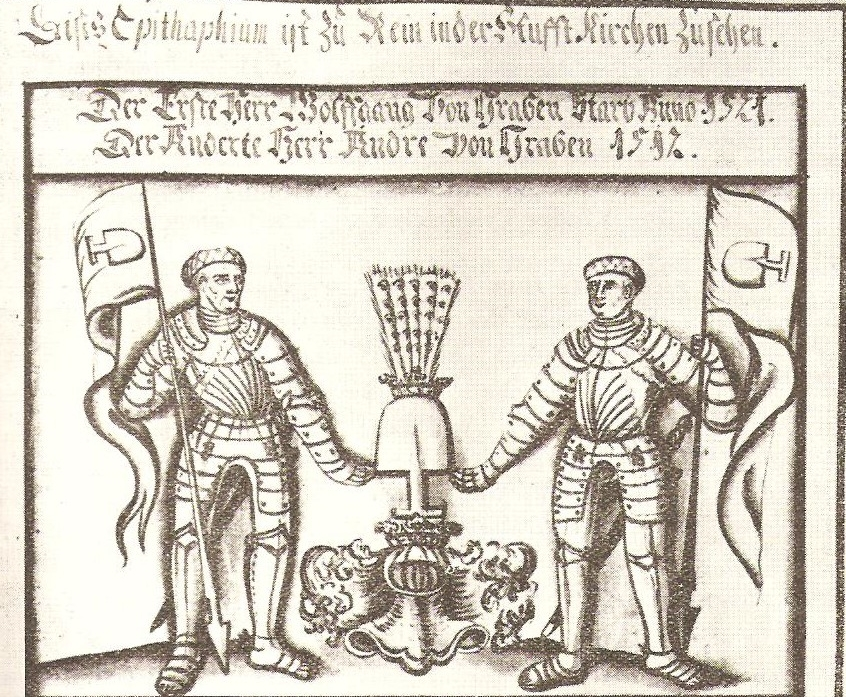
I fratelli Wolfgang († 1521) e Andrea von Graben († 1521), signori di Kornberg, burgravi di Saldenhofen

#### Linee di Sommeregg (Carinzia)
La linea Sommeregger dei Herren von Graben in Carinzia e della Contea di Gorizia (Lienz, Tirolo Orientale) era considerata una delle due linee più importanti della famiglia durante il XV e XVI secolo, insieme alla linea Kornberg in Stiria. Nel 1442 agli Andreas von Graben zu Sommeregg viene assegnato il titolo di burgravio e signore di Sommeregg. La sua famiglia, originaria della Carniola aveva dapprima nello stemma di Kornberg un badile (Grabscheit), il che fa pensare al “Graben” o “grapa”. Fu poi sostituito con la linea a Sommeregg da uno stemma tagliato in verticale, avente a sinistra il rosso e a destra il nero (blu) alle due fasce d’argento. Virgilio di Graben, figlio di Andrea, fu uno dei nobili, statisti e diplomatici più importanti della contea di Gorizia. Ha agito anche nell'impero asburgico di Federico III e Massimiliano I come consigliere di grande importanza. Come tale guidò e completò la conquista della Contea di Gorizia da parte degli Asburgo.
La famiglia ricoprì incarichi importanti al tempo degli ultimi Conti di Gorizia e, con la loro opera, contribuì a diffondere la cultura rinascimentale nel Tirolo Orientale. Nei secoli XV e XVI la famiglia era considerata il clan più importante di Lienz e della residenza goriziana; nonostante il solo titolo di cavaliere, a causa della sua stretta relazione con il conte Leonardo di Gorizia e del suo stile di vita raffinato, era circondata da una "atmosfera feudale". Dopo l'estinzione dei conti di Gorizia (1500), essi, come loro successori, amministrarono Lienz e il Tirolo Orientale come governatori e burgravi, cosa che fecero anche per gli Asburgo. Nella città di Lienz all'inizio del XVI secolo i Graben furono sostituiti dai signori di Wolkenstein come famiglia più influente. La linea Sommeregger diede origine alla Line am Stein e alla Seconda Linea Tirolese nel Tirolo Settentrionale. 
Membri importanti di questa linea
- Andreas von Graben zu Sommeregg († 1463), governatore e burgravio di contea di Ortenburgio, burgravio e signore di Sommeregg
- Cosmas von Graben († 1479), burgravio di Sannegg, militare
- Ernst von Graben († 1513), burgravio e signore di Sommeregg, feudatario dell'arcidiocesi di Salisburgo e al servizio imperiale
- Virgil von Graben († 1507), reggente della Contea di Gorizia, consigliere imperiale, politico, diplomatico e militare di Gorizia, governatore di Gorizia, Lienz e Tirolo Orientale, burgravio e signore di Sommeregg, Lienz e Heinfels, signore di Graben

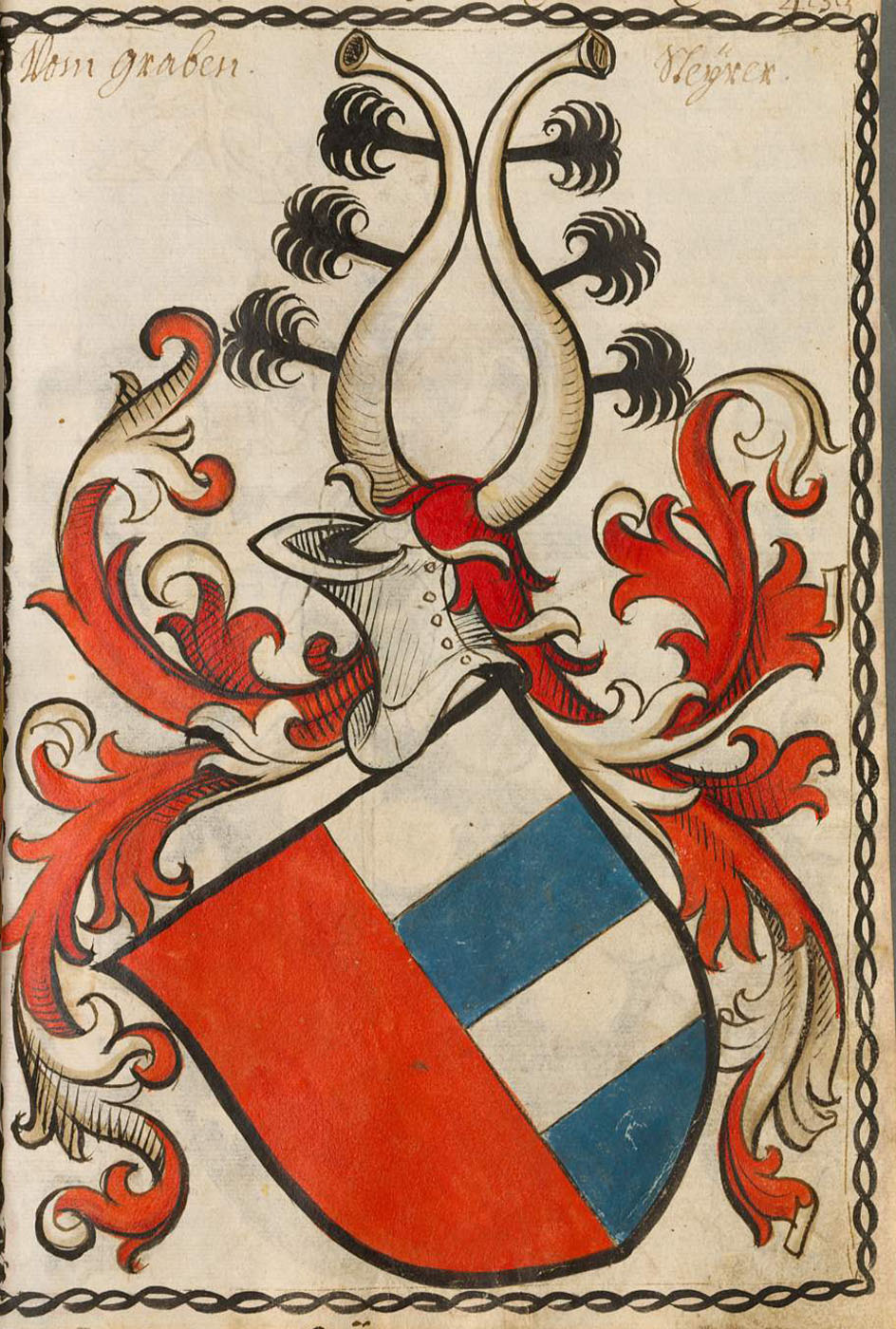
Stemma
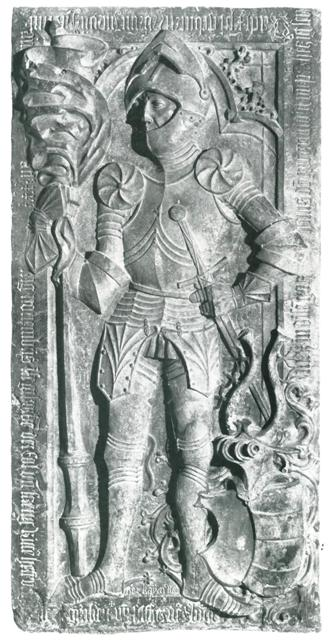
Virgilio di Graben (1430/40-1507)
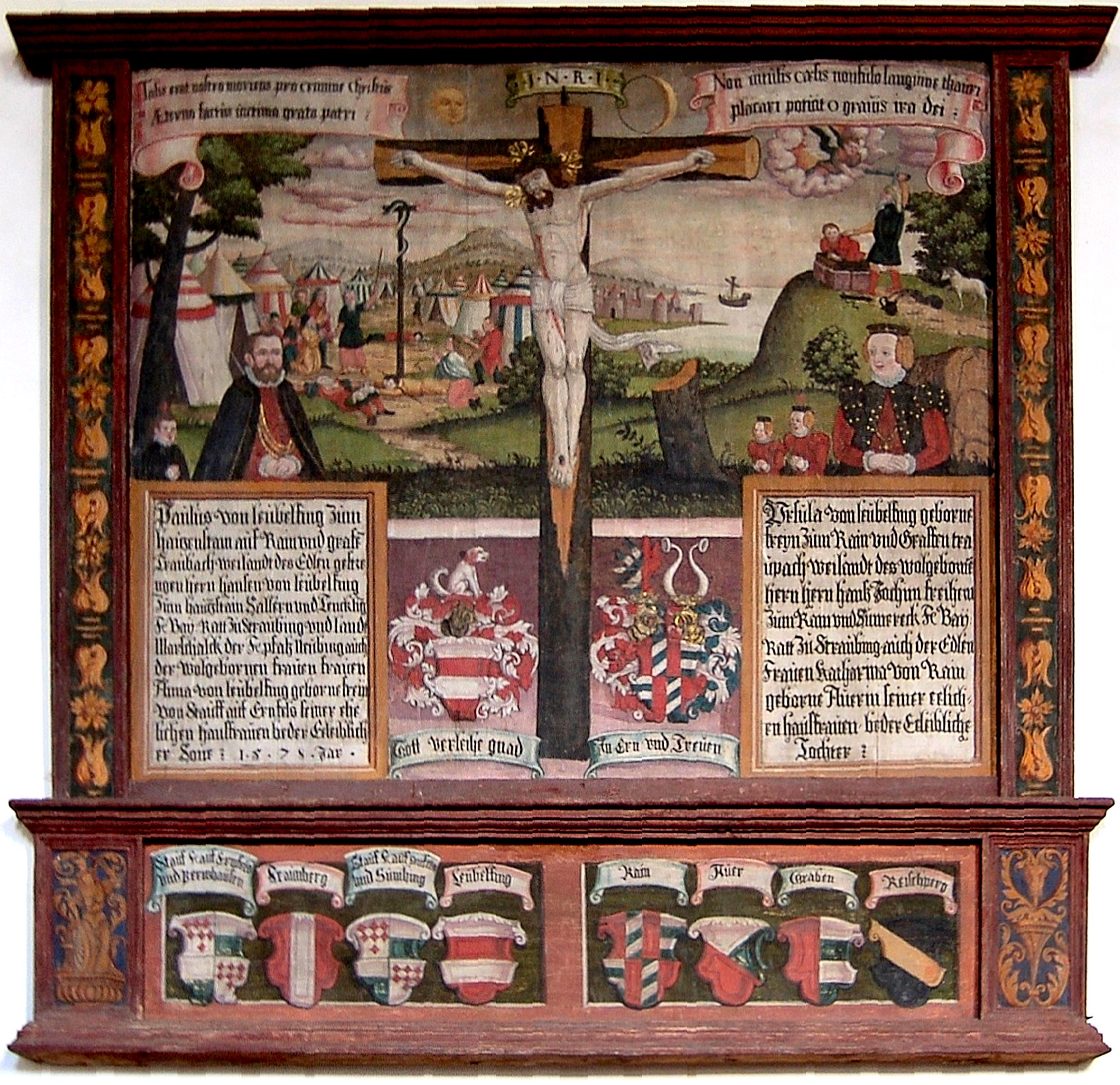
Stemma Graben zu Sommeregg e baroni Von Rain zu Sommeregg

#### Linee di Stein (Tirolo / Carinzia)
Al capostipite della stirpe, Luca di Graben di Stein, nel 1500 l'imperatore Massimiliano I concesse il signoria e il castello di Stein nella Valle della Drava come libero possedimento per i suoi servizi nella causa ereditaria di Gorizia (l'ingresso della contea principesca di Gorizia nella monarchia asburgica). Stein entrò in possesso dei suoi figli Hans von Graben zum Stein, il più vecchio († 1587) e Georg von Graben zum Stein († 1595). Questi signori di Stein erano le stesse persone che vivevano e lavoravano a Lienz e dintorni. Dal 1593 Oswald von Graben zum Stein († 1609), figlio di Hans il Giovane, divenne proprietario della tenuta. Fu seguito da Christof von Graben zum Stein (1596–1628), e poi seguito da suo figlio Christof David von Graben zum Stein, che morì nel 1664 senza un erede maschio. Poiché i Von Graben della seconda stirpe tirolese, discendenti dal fratello minore di Luca, Barthlmä (Bartholomäus) von Graben, non avevano diritti di eredità, Stein tornò agli Asburgo come feudo estinto.
Membri importante di questa linea
- Lukas von Graben von Stein († 1550), burgravio e signore di Heinfels, signore di Stein, militare per la Contea di Gorizia, consigliere e militare imperiale
- Hans von Graben zum Stein, il più vecchio († 1587), consigliere asburgico e segretario di corte, signore di Stein e Weidenburg

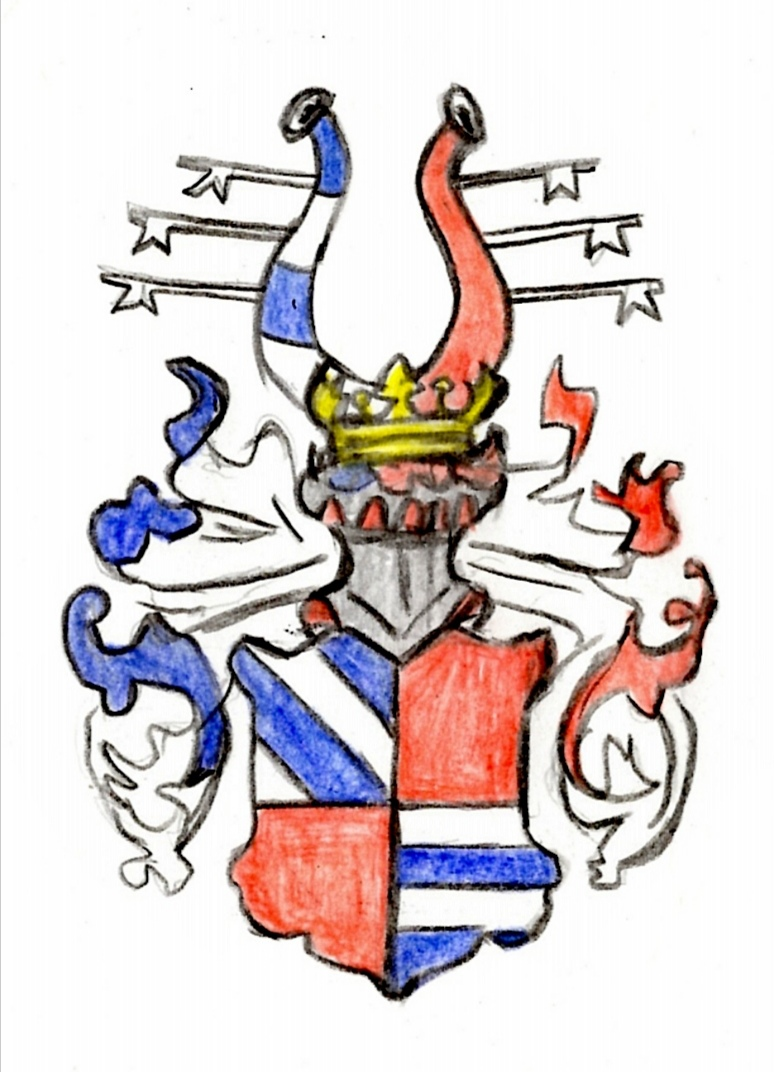
Stemma

#### Seconda linee del Tirolo
La Seconda Linea Tirolese discendeva da Bartholomäus (Barthlmä) von Graben, figlio di Virgilio di Graben († 1507) e fratello minore di Luca di Graben di Stein († 1550). Non è documentato e quindi non si può presumere che questa linea avesse possedimenti importanti, castelli o palazzi. Dopo l'estinzione della linea maschile degli Graben zum Stein nel 1664, essi rivendicarono la successione al maniero Stein in Carinzia. Tuttavia, poiché non discendevano direttamente dall'antenato del Graben zum Stein, Stein ricadde ai sovrani asburgici come feudo estinto. Con la morte del funzionario imperiale e amministratore del monastero femminile di Hall, Felix Jakob von Graben zum Stein intorno al 1776/1781, si estinse la linea maschile della famiglia von Graben. La famiglia olandese De Graeff ha lo stesso stemma.
Membro importante di questa linea
- Otto von Graben zum Stein (anche Graf zum Stein) (1690-1756), scrittore

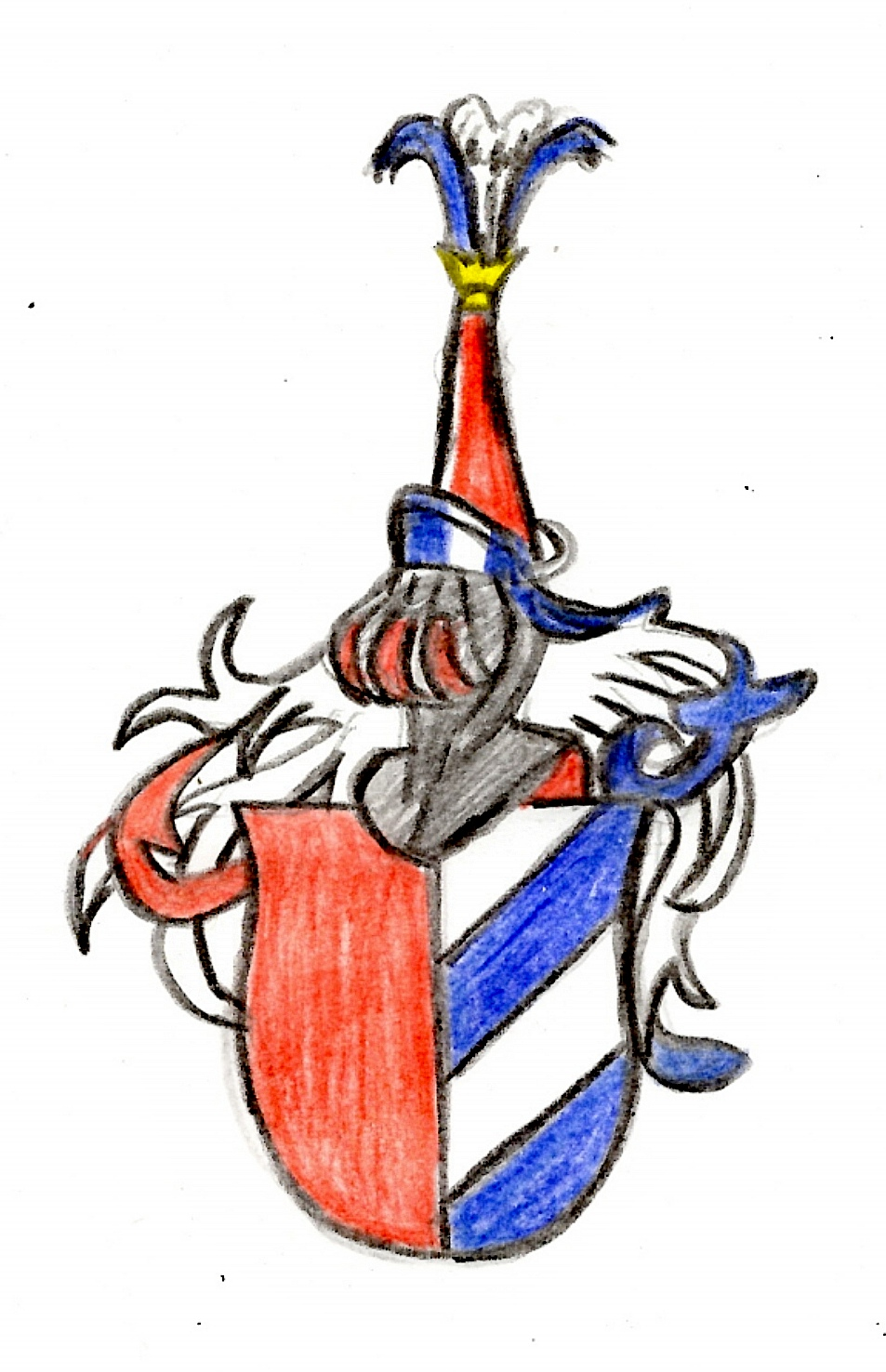
Stemma
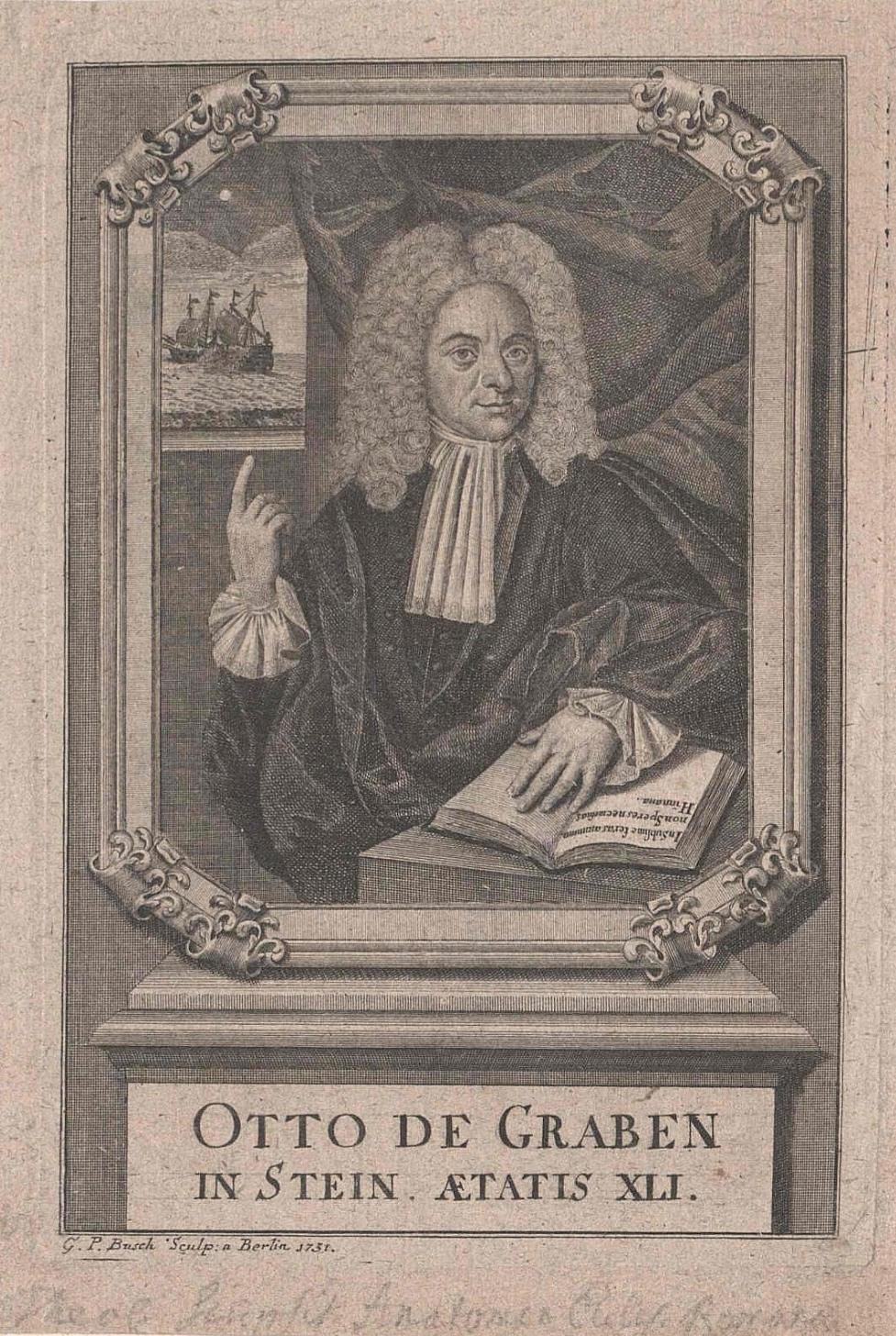
Otto von Graben zum Stein (1690-1756)